# ラジオ放送局の一覧
ラジオ放送局の一覧（ラジオほうそうきょくのいちらん）は、地球をセクターに分けたラジオ放送局の一覧である。

## ラジオ放送局の一覧
- アフリカのラジオ放送局の一覧
- アジアのラジオ放送局の一覧
  - 日本のラジオ放送局
- ヨーロッパのラジオ放送局の一覧
  - フィンランドのラジオ局の一覧
- 北米と中米のラジオ放送局の一覧
  - アメリカのラジオ放送局の一覧
    - カリフォルニア州のラジオ放送局の一覧
    - ハワイ州のラジオ放送局の一覧
    - ワシントン州のラジオ放送局の一覧
    - ワシントンD.C.のラジオ放送局の一覧
- 南アメリカのラジオ放送局の一覧
- 南太平洋とオセアニアのラジオ放送局の一覧